# AVIF
O AV1 Image File Format (AVIF) é um formato de arquivo de imagem aberto e livre de royalties, projetado para armazenar imagens ou sequências de imagens. Ele utiliza a compressão AV1 (en) dentro do formato contêiner HEIF, competindo diretamente com o HEIC, que, embora use o mesmo contêiner (baseado em ISOBMFF), emprega a compressão HEVC. A especificação AVIF teve sua versão 1.0.0 concluída em fevereiro de 2019 e a versão 1.1.0 em abril de 2022.
Testes conduzidos pela Netflix em 2020 revelaram que o AVIF oferece uma compressão mais eficiente que o JPEG. Além disso, o formato se destacou pela melhor preservação de detalhes, pela redução de artefatos de bloqueio e pela menor ocorrência de sangramento de cores (en) em áreas de transição nítida, especialmente em imagens que combinam elementos naturais, texto e gráficos.
Atualmente, o AVIF é amplamente suportado pelos navegadores web mais utilizados, cobrindo mais de 93% do mercado.

## Características
O formato de arquivo de imagem AV1 (AVIF) suporta:
- Múltiplos espaços de cores, incluindo:
  - HDR (com funções de transferência PQ ou HLG e primárias de cor BT.2020, como parte do BT.2100). Suporta a abordagem de mapa de ganho HDR, compatível com displays SDR, mas nenhum codificador está disponível atualmente.
  - SDR (com sRGB / BT.709 / BT.601 ou com ampla gama de cores)
  - Sinalização de espaço de cor via CICP (ITU-T H.273 e ISO/IEC 23091-2) ou perfis ICC[5]
- Compressão sem perdas e compressão com perdas
- Profundidades de cor de 8, 10 e 12 bits[6]
- Monocromático (alfa/profundidade) ou múltiplos componentes
- Subamostragem de croma 4:2:0, 4:2:2, 4:4:4 e RGB
- Síntese de granulação de filme[7]
- Sequências de imagens/animação

## Perfis
A especificação AVIF define dois perfis de imagem: 
- Perfil Básico AVIF (AVIF Baseline Profile)
  - Utiliza o AV1 Main Profile.
  - O nível AV1 é 5.1 ou inferior. O nível 5.1 é escolhido para o Perfil Básico para garantir que nenhuma imagem codificada exceda a resolução 8K, pois alguns decodificadores podem não conseguir lidar com imagens maiores. Mais precisamente, itens de imagem codificados em conformidade com o Perfil Básico AVIF não podem ter um número total de pixels maior que 8.912.896, uma largura maior que 8.192 ou uma altura maior que 4.352. Ainda é possível usar o Perfil Básico para criar imagens maiores utilizando derivação de grade.

- Perfil Avançado AVIF (AVIF Advanced Profile)
  - Utiliza o AV1 High Profile.
  - O nível AV1 é 6.0 ou inferior. Itens de imagem codificados em conformidade com o Perfil Avançado AVIF não podem ter um número total de pixels maior que 35.651.584, uma largura maior que 16.384 ou uma altura maior que 8.704. Ainda é possível usar o Perfil Avançado para criar imagens maiores utilizando derivação de grade.

## Suporte
Em 14 de dezembro de 2018, a Netflix publicou as primeiras imagens de amostra em formato .avif. Em novembro de 2020, foram divulgadas imagens de amostra HDR com função de transferência PQ e primárias de cor BT.2020.

### Navegadores da Web
- Em agosto de 2020, o Google Chrome versão 85 foi lançado com suporte total a AVIF.[11] O Google Chrome 89 para Android também adicionou suporte a AVIF.[12]
- Em outubro de 2021, o Mozilla Firefox 93 foi lançado com suporte AVIF por padrão.[13]
- O WebKit adicionou suporte a AVIF em 5 de março de 2021. O Safari para iOS 16 e macOS Ventura adicionou suporte a AVIF; o iOS 16 foi lançado em 12 de setembro de 2022[14] e o macOS Ventura em 24 de outubro de 2022.[15] O Safari 16.4 adicionou retroativamente suporte a AVIF para macOS Monterey e macOS Big Sur.[16]
- O Microsoft Edge adicionou suporte a AVIF na versão 121, lançada em janeiro de 2024.[17]

### Visualizadores de imagens
- FastStone Image Viewer (a partir da versão 7.8)
- XnView
- gThumb
- Eye of GNOME
- Loupe do GNOME[18]
- ImageMagick[19]
- IrfanView (somente leitura)[20]
- Gwenview[21]
- digiKam 7.7.0[22]
- Aplicativos Pré-Visualização e Fotos no iOS 16, iPadOS 16 e macOS 13.
- ImageGlass (leitura e escrita)[23]

### Reprodutor de mídia
- O VLC passará a ler arquivos AVIF a partir da versão 4, que ainda está em desenvolvimento.[24]

### Editores de Imagem
Diversos editores de imagem já oferecem suporte ao formato AVIF:
- O Paint.NET adicionou suporte para abrir arquivos AVIF em setembro de 2019,[25] e a capacidade de salvar imagens no formato AVIF em uma atualização de agosto de 2020.[26]
- As ferramentas Colorist (conversão de formato) e Darktable (dados de imagem RAW) lançaram suporte e fornecem implementações de referência da libavif.
- O GIMP adicionou suporte nativo para importação e exportação de AVIF em outubro de 2020.[27]
- O IrfanView 4.57, lançado em 13 de janeiro de 2021, adicionou suporte apenas para leitura de AVIF através de seus plugins.[28][29][30]
- O Krita 5.0, lançado em 23 de dezembro de 2021, adicionou suporte a AVIF, incluindo imagens AVIF HDR Rec.2100.
- O Adobe Illustrator (lançamento de maio de 2022) adicionou suporte a AVIF.
- O Pixelmator Pro 3.1, lançado em 2 de novembro de 2022, adicionou suporte inicial a AVIF.
- O Adobe Lightroom 7.0 (lançamento de outubro de 2023) e o Lightroom Classic 13 (lançamento de outubro de 2023) adicionaram recursos HDR, incluindo a abertura e o salvamento de fotos no formato AVIF.
- O PhotoLine 24, lançado em 30 de junho de 2023, adicionou suporte a AVIF.
- O ACDSee Photo Studio 2025, lançado em setembro de 2024.[31]
- O Zoner Photo Studio – software de edição de foto e vídeo.

### Bibliotecas de Imagem
Diversas bibliotecas de imagem oferecem suporte ao formato AVIF:
- libavif – Uma biblioteca portátil para codificação e decodificação de arquivos AVIF.
- libheif – Decodificador e codificador HEIF e AVIF (ISO/IEC 23008-12:2017).
- SAIL – Uma biblioteca agnóstica de formato com suporte a AVIF implementado sobre a libavif.
- FFmpeg
- AVIF and HEIC unit – Um wrapper Delphi/Lazarus para a libavif.

### Sistemas Operacionais
- Windows – A Microsoft anunciou suporte com o lançamento da prévia do Windows 10, versão 1903. Isso inclui suporte no Explorador de Arquivos, Paint e múltiplas APIs, juntamente com imagens de exemplo.
- Android – O Android 12, lançado em 4 de outubro de 2021, adicionou suporte nativo para AVIF.[32]
- Linux – O AVIF é amplamente suportado nas distribuições Linux. Com o lançamento do libavif 0.8.0 em julho de 2020, que adicionou um plugin GdkPixbuf, o suporte AVIF está presente na maioria dos aplicativos GNOME/GTK.[33] O KDE Frameworks adicionou suporte para AVIF à biblioteca "KImageFormats" em janeiro de 2021, permitindo que a maioria dos aplicativos KDE/Qt suporte a visualização e o salvamento de imagens AVIF.[34] O Nomacs 3.16 adiciona suporte para visualização e conversão de AVIF. O AppImage do Nomacs também funciona para versões mais antigas do Linux.
- Plataformas Apple – iOS 16, iPadOS 16 e macOS Ventura suportam nativamente o AVIF. Imagens AVIF podem ser visualizadas diretamente no Finder, com o QuickLook, no aplicativo Arquivos do iOS, etc.

### Websites
- A Cloudflare anunciou suporte ao AVIF em uma postagem de blog em 3 de outubro de 2020.[35]
- O Vimeo anunciou suporte ao AVIF em uma postagem de blog em 3 de junho de 2021.[36]
- O Joomla 5 inclui suporte ao AVIF.[37]
- O WordPress 6.5 adicionou suporte ao AVIF.[38]
- O Wikimedia Commons não oferece suporte em 2025; veja o ticket relacionado.
- A Wikipédia não suporta AVIF.
- O GitHub não tem suporte; veja a página relacionada.

### Linguagens de Programação
- PHP possui suporte a AVIF em sua extensão GD desde a versão 8.1.[39]
- Perl tem suporte através do pacote de bibliotecas Imager.[40]

### Outros
- ExifTool suporta o formato AVIF para leitura e escrita de EXIF desde a versão 11.79 (lançada em 12 de dezembro de 2019).
- scrot suporta AVIF através do Imlib2.
- O Discord oferece suporte oficial a AVIF desde 12 de março de 2025.[41]